# Halsskov
Halsskov er den nordligste bydel i Korsør. Bydelen var tidligere kendt for sin nærtliggende, store færgehavn, Halsskov Færgehavn, hvorfra DSB's bilfærger afgik til Knudshoved ved Nyborg på Fyn. Halsskov er nu udgangspunkt for Storebæltsforbindelsen, hvis betalingsanlæg også befinder sig på stedet. Sund & Bælt købte færgehavnen af Slagelse Kommune for 7 mio kr i 2025.
DSB's passagerfærger mellem Nyborg og Korsør anløb Halsskov-siden af Korsør Havn.
Den 21. april 1943 styrtede et britisk bombefly ned i Halsskov nær ved Revvej efter beskydning fra det tyske luftværn.
To voldsomme eksplosioner lød og flere ejendomme blev midlertidig ubebolige.
Flytypen og besætningen var i mange år ukendt.
I 2011 mente amatørhistorikeren Anders Straarup at kunne identificere flyet til at være Halifaxen DT628 og fandt at ligdelene af den 8 mands store besætning var de ukendte flyvere der var blevet begravet på Bispebjerg Kirkegård den 28. april 1943.
Air Historical Branch, det britiske flyvevåbens historiske afdeling, godtog først Straarups identifikation, men efter nærmere granskning omstødte de beslutningen, da fotografier pegede på at flytypen var en Avro Lancaster.

## Eksterne links
- http://i-google-map.com/europe-map/denmark-map/region-zealand-map/halsskov-map/ Arkiveret 27. januar 2022 hos  Wayback Machine – Kort over Halsskov
- http://www.halsskov-lokalraad.dk/ Arkiveret 21. april 2010 hos  Wayback Machine – Halsskov Lokalråd
- http://www.byogoverfartsmuseet.dk/isbaadsmuseet.htm (Webside+ikke+længere+tilgængelig) – Isbådsmuseet på Halsskov Odde
- http://www.slagelseleksikon.dk/mod_inc/?p=itemModule&id=218&kind=11&artPeriod=1864-1901 Arkiveret 12. maj 2021 hos  Wayback Machine – Det røde vandtårn på Lilleøbanken
- http://www.slagelseleksikon.dk/mod_inc/?p=itemModule&id=171&kind=11&artPeriod=1864-19011 Arkiveret 27. januar 2022 hos  Wayback Machine – Halsskov Mølle
- http://www.slagelseleksikon.dk/mod_inc/?p=itemModule&id=204&kind=11&pageId=165&tit=H Arkiveret 27. januar 2022 hos  Wayback Machine – Halsskovskolen
- http://www.fugleognatur.dk/lokalitetintro.aspx?ID=27551 Arkiveret 5. september 2013 hos  Wayback Machine – Fugle og natur på Halsskov Odde